# Petter Hansson
Petter Hansson (ur. 14 grudnia 1976 w Söderhamn) – szwedzki piłkarz grający na pozycji środkowego obrońcy.

## Kariera klubowa
Hansson jest wychowankiem klubu Söderhamns FF. W jego barwach występował do 1997 roku w rozgrywkach 3. ligi, a zimą 1998 przeszedł do Halmstads BK, ówczesnego mistrza Szwecji. Niedługo potem zadebiutował w lidze szwedzkiej i zajął z Halmstad 4. miejsce. Natomiast w 1999 roku zajął 3. pozycję, a rok później wywalczył swój pierwszy tytuł mistrza kraju. W 2001 roku wystąpił w eliminacjach Ligi Mistrzów, ale jego zespołowi nie udało się awansować do fazy grupowej. W Halmstad był ulubieńcem kibiców z racji woli walki na boisku i nie odpuszczania przeciwnikom, a także z twardej gry. Przez 5 lat rozegrał dla tego klubu 86 ligowych meczów i zdobył w nich 13 goli.
W 2002 roku w letnim oknie transferowym Hansson przeszedł do holenderskiego SC Heerenveen. Tam spotkał dwóch swoich rodaków, Erika Edmana i Stefana Selakovicia. W Eredivisie zadebiutował 17 sierpnia 2002 roku w zremisowanym 3:3 spotkaniu z AZ Alkmaar. W Heerenveen od początku stał się podstawowym zawodnikiem, a z czasem, podobnie jak w Halmstad, idolem fanów. W 2004 roku doprowadził Heerenveen od 4. miejsca w lidze, dzięki czemu w sezonie 2004/2005 wystąpił w Pucharze UEFA. W sezonie 2005/2006 zajął co prawda 7. lokatę w Eredvisie, ale pomógł Heerenveen w awansie do Pucharu UEFA dzięki barażom. Natomiast sezon 2006/2007 zakończył ze swoim klubem na 5. pozycji, ale nie udało się awansować poprzez play-off do eliminacji Ligi Mistrzów.
Latem 2007 Hansson odszedł z Heerenveen i podpisał 3-letni kontrakt z francuskim Stade Rennais. Po wypełnieniu 3-letniego kontraktu z tym klubem Hansson podpisał roczną umowę z AS Monaco.
| Sezon   | Klub          | Kraj     | Rozgrywki   | Mecze | Bramki | Rozgrywki Europy | Mecze | Bramki |
| ------- | ------------- | -------- | ----------- | ----- | ------ | ---------------- | ----- | ------ |
| 1994    | Söderhamns    | Szwecja  | 3. liga     | ?     | ?      | -                | -     | -      |
| 1995    | Söderhamns    | Szwecja  | 3. liga     | ?     | ?      | -                | -     | -      |
| 1996    | Söderhamns    | Szwecja  | 3. liga     | ?     | ?      | -                | -     | -      |
| 1997    | Söderhamns    | Szwecja  | 3. liga     | ?     | ?      | -                | -     | -      |
| 1998    | Halmstads     | Szwecja  | Allsvenskan | 4     | 0      | -                | -     | -      |
| 1999    | Halmstads     | Szwecja  | Allsvenskan | 25    | 4      | -                | -     | -      |
| 2000    | Halmstads     | Szwecja  | Allsvenskan | 25    | 4      | Liga Europy UEFA | 2     | 0      |
| 2001    | Halmstads     | Szwecja  | Allsvenskan | 22    | 4      | Liga Europy UEFA | 6     | 0      |
| 2002    | Halmstads     | Szwecja  | Allsvenskan | 10    | 2      | -                | -     | -      |
| 2002/03 | Heerenveen    | Holandia | Eredivisie  | 34    | 3      | Liga Europy UEFA | 2     | 1      |
| 2003/04 | Heerenveen    | Holandia | Eredivisie  | 33    | 2      | Liga Europy UEFA | 6     | 0      |
| 2004/05 | Heerenveen    | Holandia | Eredivisie  | 33    | 3      | Liga Europy UEFA | 7     | 1      |
| 2005/06 | Heerenveen    | Holandia | Eredivisie  | 33    | 2      | Liga Europy UEFA | 7     | 0      |
| 2006/07 | Heerenveen    | Holandia | Eredivisie  | 29    | 4      | Liga Europy UEFA | 6     | 0      |
| 2007/08 | Stade Rennais | Francja  | Ligue 1     | 34    | 2      | Liga Europy UEFA | 6     | 1      |
| 2008/09 | Stade Rennais | Francja  | Ligue 1     | 33    | 1      | Liga Europy UEFA | 6     | 0      |
| 2009/10 | Stade Rennais | Francja  | Ligue 1     | 34    | 1      | -                | -     | -      |
| 2010/11 | AS Monaco     | Francja  | Ligue 1     | 30    | 0      | -                | -     | -      |
| 2011/12 | AS Monaco     | Francja  | Ligue 1     | 17    | 0      | -                | -     | -      |

Stan na: 17 sierpnia 2012 r.

## Kariera reprezentacyjna
W reprezentacji Szwecji Hansson zadebiutował 1 stycznia 2001 roku w przegranym 0:1 meczu z Finlandią. W 2004 roku został powołany do kadry na Euro 2004, ale nie wystąpił na tym turnieju w żadnym spotkaniu. Natomiast 2 lata później znalazł się w drużynie na Mistrzostwa Świata w Niemczech. Tam zagrał jedynie w przegranym 0:2 meczu 1/8 finału z Niemcami. Został powołany przez trenera Larsa Lagerbäcka na Euro 2008.